# Etiopie na Letních olympijských hrách 1980
Etiopie se účastnila Letní olympiády 1980 v Moskvě ve dvou sportech.

## Medailisté
| Medaile | Jméno         | Sport    | Soutěž                      |
| ------- | ------------- | -------- | --------------------------- |
| Zlato   | Miruts Yifter | Atletika | Muži běh na 10 000 m        |
| Zlato   | Miruts Yifter | Atletika | Muži běh na 5 000 m         |
| Bronz   | Mohamed Kedir | Atletika | Muži běh na 10 000 m        |
| Bronz   | Eshetu Tura   | Atletika | Muži běh na 3000 m překážek |